# Сосново (станция)
Сосно́во (до 1951 года — Рауту фин. Rautu) — железнодорожная станция Приозерского направления Октябрьской железной дороги. Расположена в посёлке Сосново Приозерского района Ленинградской области.

## История
Станция Рауту была открыта в 1916 году в составе линии из Петрограда в Хийтолу. В 1917 году на станции было открыто первое, деревянное, вокзальное здание. В 1918 году после боя за станцию во время гражданской войны здание сгорело, а граница Великого Княжества Финляндского стала государственной, поэтому пути в направлении Петрограда были разобраны.

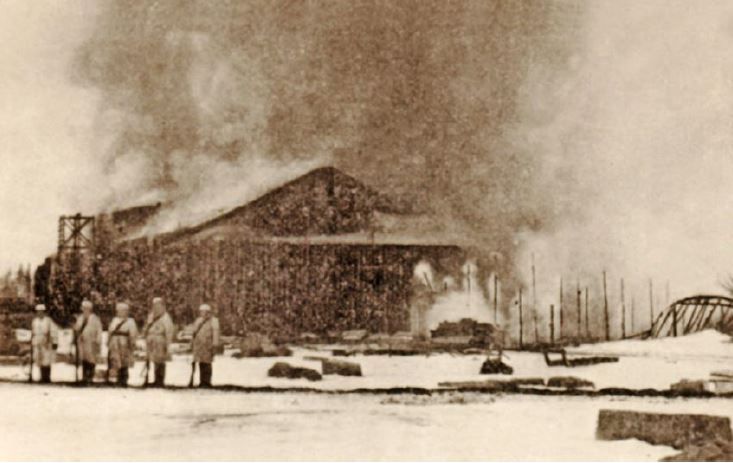
Горящий вокзал Рауту, 1918 год
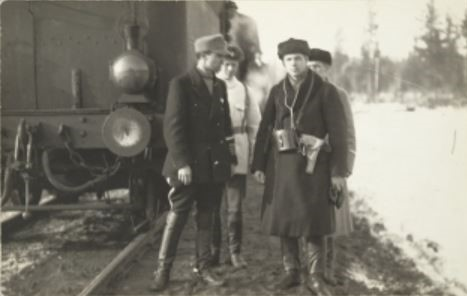
Командующий финской белой армией в Рауту Аарне Сихво[англ.] на станции, 1918 год
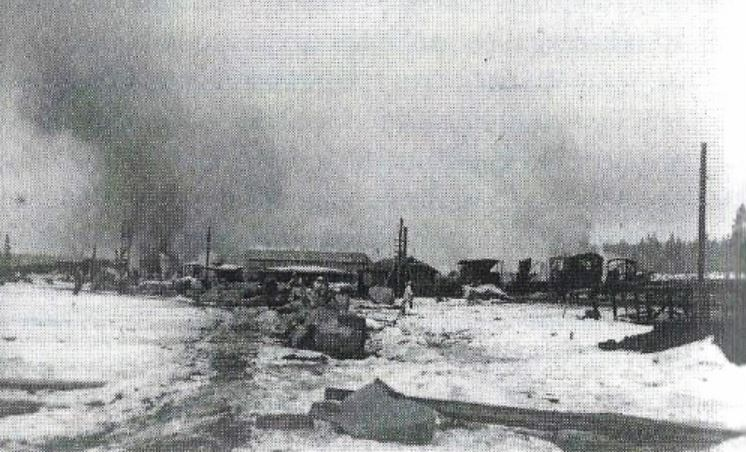
Станция после боёв, 5 апреля 1918 года

Станция Рауту стала последней пассажирской станцией на линии, поэтому несмотря на отсутствие здесь города, в 1928 году на ней был построен каменный двухэтажный вокзал 2-го класса с ранее созданным проектом архитектора Ярла Унгерна в качестве основы. Зал ожидания был большим, со светлым сводчатым потолком, рядом находился ресторан, билетные кассы, почта и служебные помещения. Вокзал был крупнейшим зданием в волости. В 1936 году Сейм Финляндии рассматривал проект продления линии из Выборга в Валкъярви до Рауту, но по причине дороговизны предполагаемого строительства, происходившей из сложного профиля местности и необходимости большого количества земляных и горных работ, проект не был одобрен. В 1939 году в самом начале советско-финляндской «зимней» войны здание вокзала Рауту было разрушено.

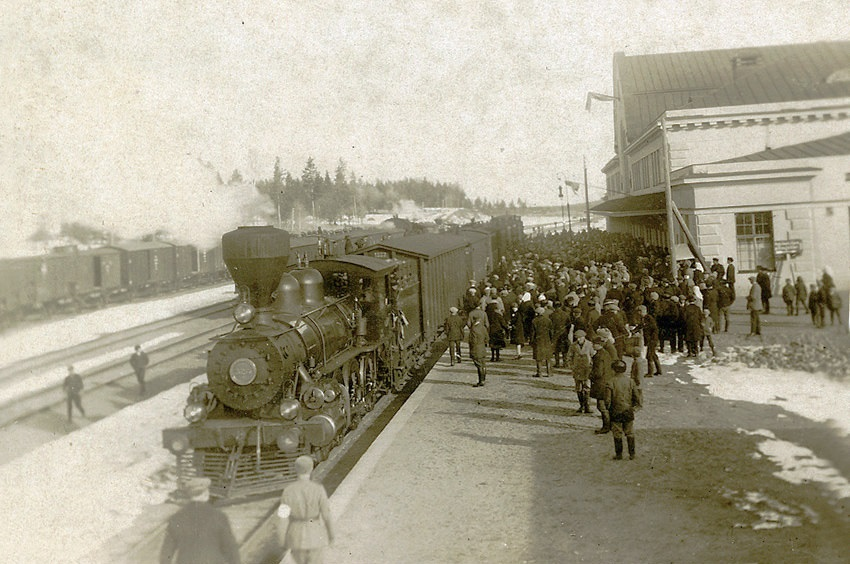
Поезд прибыл к новому вокзалу, 8 апреля 1928 года
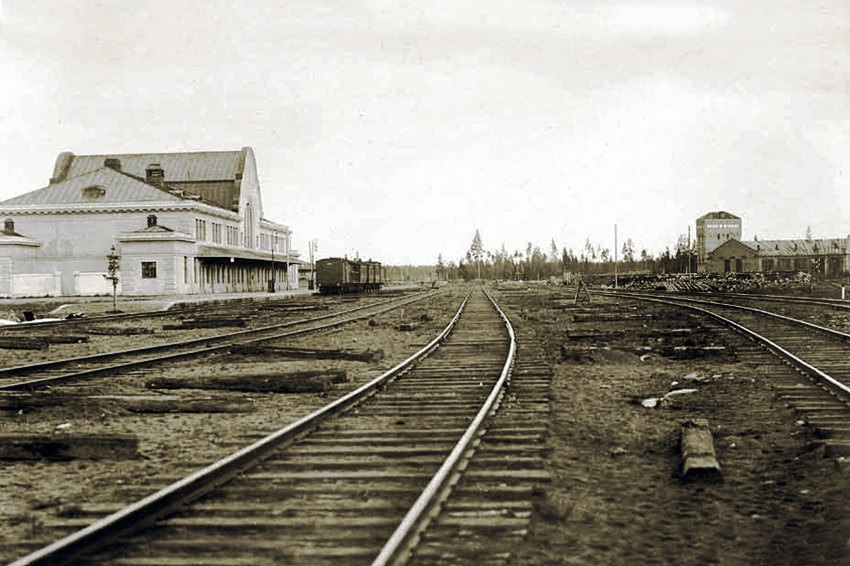
Вид станции, апрель 1928 года
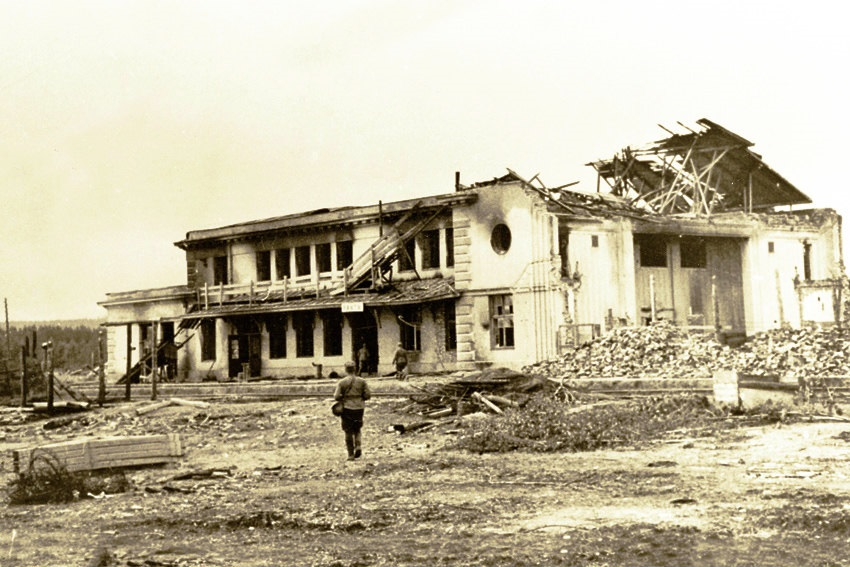
Руины вокзала летом 1941 года

После занятия станции советскими войсками было начато строительство пути от Рауту до станции Валкъярви, на участке предполагалось иметь один разъезд. Было построено примерно 5 км пути, после чего в июне 1941 года станция была вновь занята финской армией. В период 1941—1944 годов от станции Валкъярви в направлении Рауту был построен 4-километровый подъездной путь к складам, но полностью линия достроена не была; в 1944 году участок дороги от Ристисеппяля до Валкъярви был разобран.
В 1944 году, после вхождения Карельского перешейка в состав СССР станция была передана Октябрьской железной дороге, а пути в направлении Ленинграда были восстановлены. В 1951 году станция вместе с населённым пунктом была переименована в Сосново. Современное здание с небольшим залом ожидания, буфетом, багажным отделением и пикетом милиции было построено в 1950-х годах, тогда же на участке от Ленинграда до Сосново была выполнена электрификация; прибытие первого электропоезда состоялось 12 августа 1959 года, далее в сторону Приозерска пригородные перевозки выполнялись дизель-поездами Д1. В числе вокзальных построек была кубовая и туалет. В середине 1960-х годов линия со стороны Ленинграда была перестроена из однопутной в двухпутную.
Зимой 1975—1976 годов была выполнена электрификация линии от Сосново в северном направлении до Приозерска. В 1977 году на здании вокзала была установлена мемориальная доска в память о красногвардейцах, погибших в бою за станцию в 1918 году. На 1981 год по станции выполнялись приём и выдача грузов повагонными отправками открытого хранения в местах общего пользования и на подъездных путях, а также продажа билетов на поезда местного и дальнего следования с выполением багажных операций. 1 сентября 1982 года на станции по вине нетрезвого машиниста произошло крушение грузового поезда с мазутом, въехавшего на станцию на скорости более 100 км/ч.
Капитальная реставрация главного вокзального здания состоялась в середине 2000-х годов, при реставрации здание сменило цвет с жёлтого на бледно-голубой, в 2009 году был разобран деревянный навес над платформой № 1. В 2011—2012 годах линия в сторону Хийтолы была перестроена из однопутной в двухпутную, при этом были заменены светофоры и уложены новые стрелочные переводы.

## Описание
Станция Сосново находится в одноимённом посёлке Приозерского района Ленинградской области и расположена на линии Ручьи — Хиитола. Станция имеет 7 путей, 4 из которых примыкают к двум пассажирским платформам, остальные три пути используются грузовыми поездами. Севернее посадочной платформы расположены несколько тупиковых путей для отстоя электропоездов. Есть депо, использующееся для отстоя дрезин, с заброшенным поворотным кругом.
Пути в южной горловине станции проходят по путепроводу над автомобильной дорогой Р34 (Ушково — Запорожское — Гравийное).

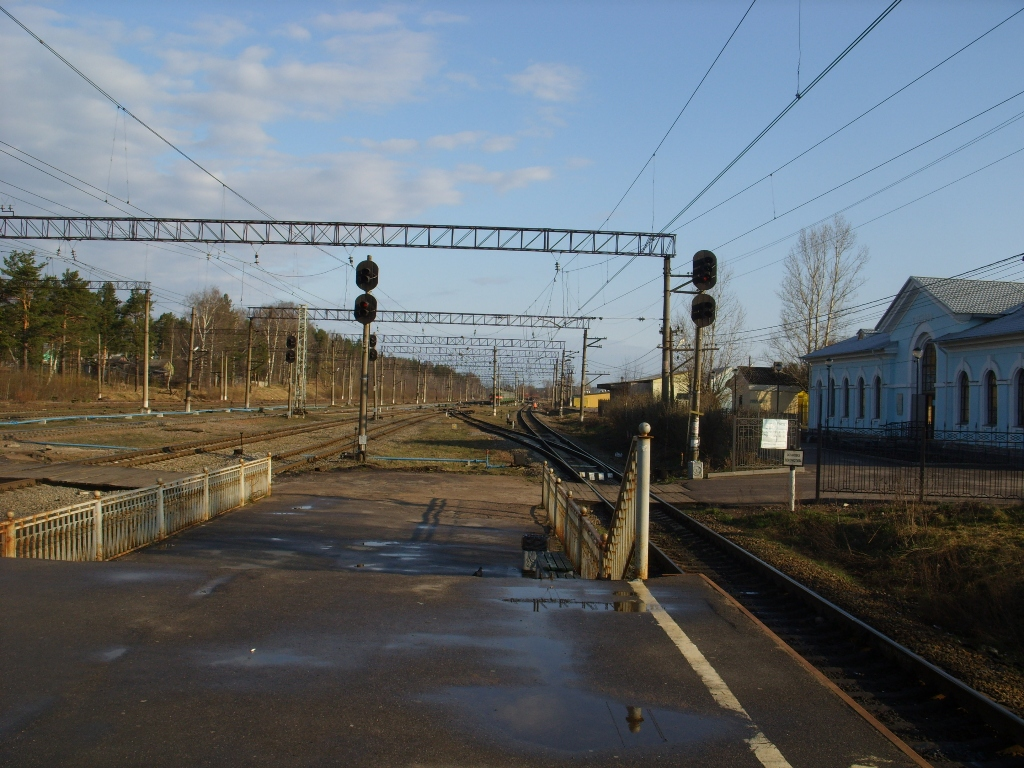
Путевое развитие станции Сосново, вид на север
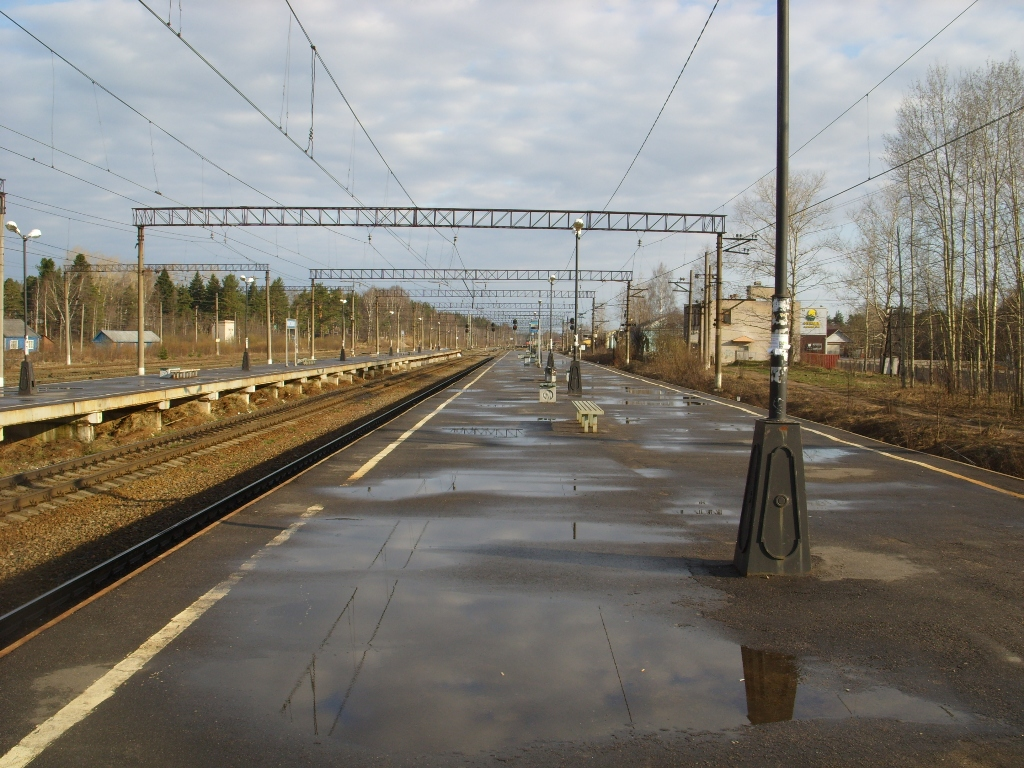
Платформа № 1
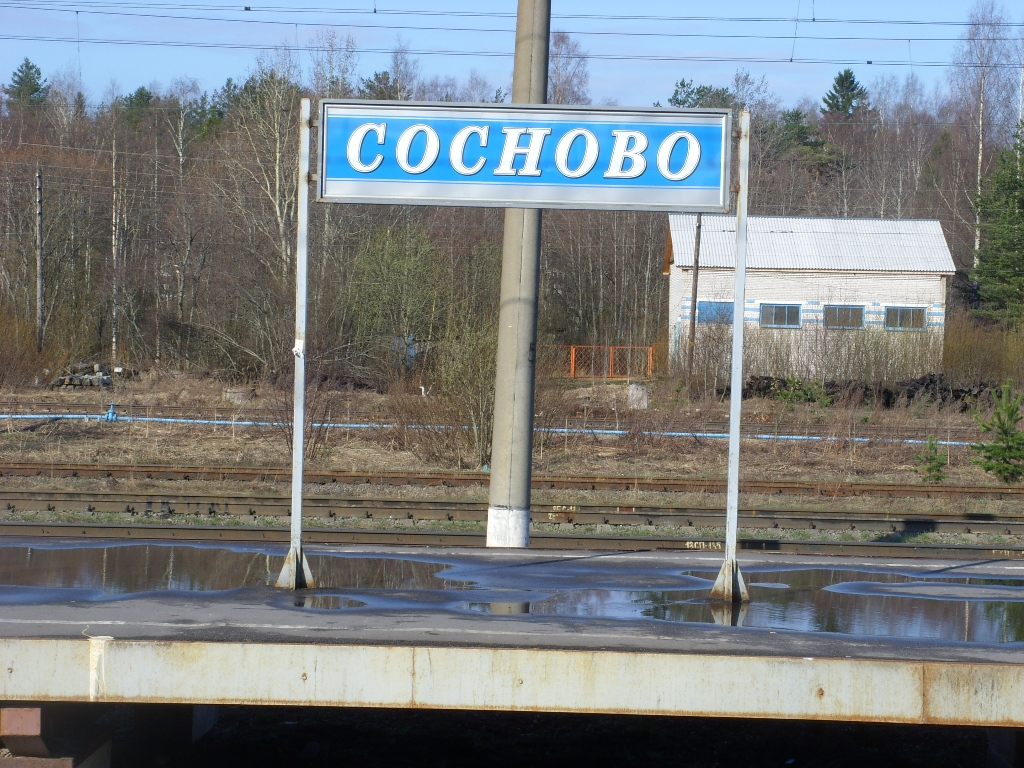
Новый указатель с названием станции
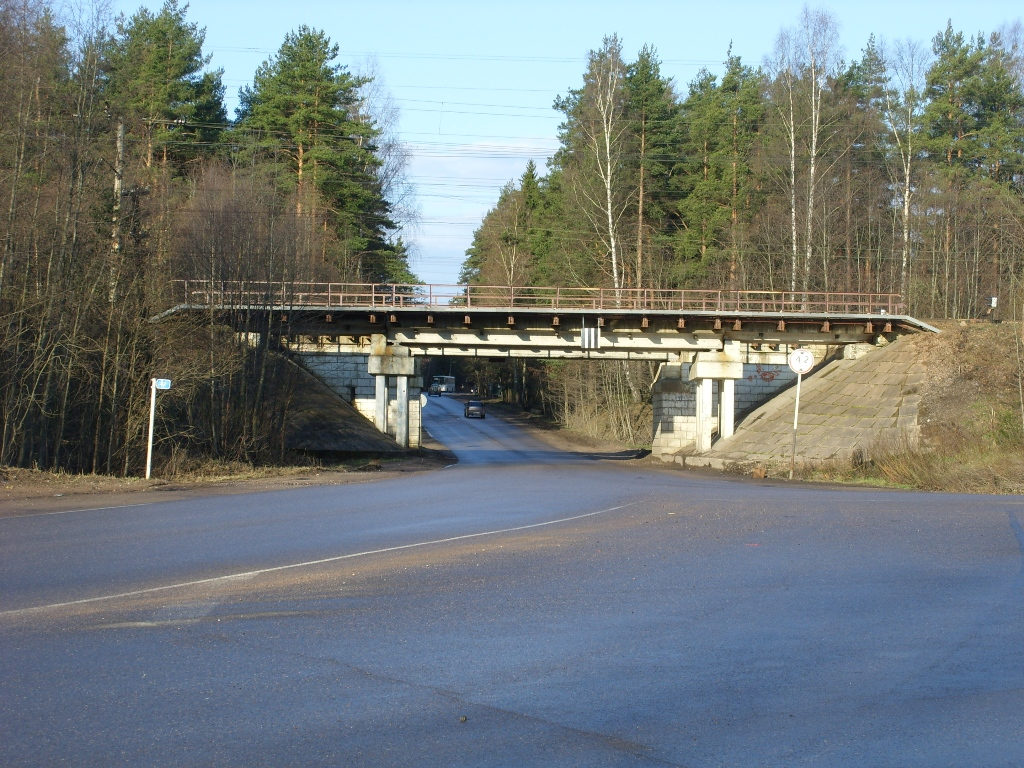
Железнодорожный путепровод над автодорогой Р34
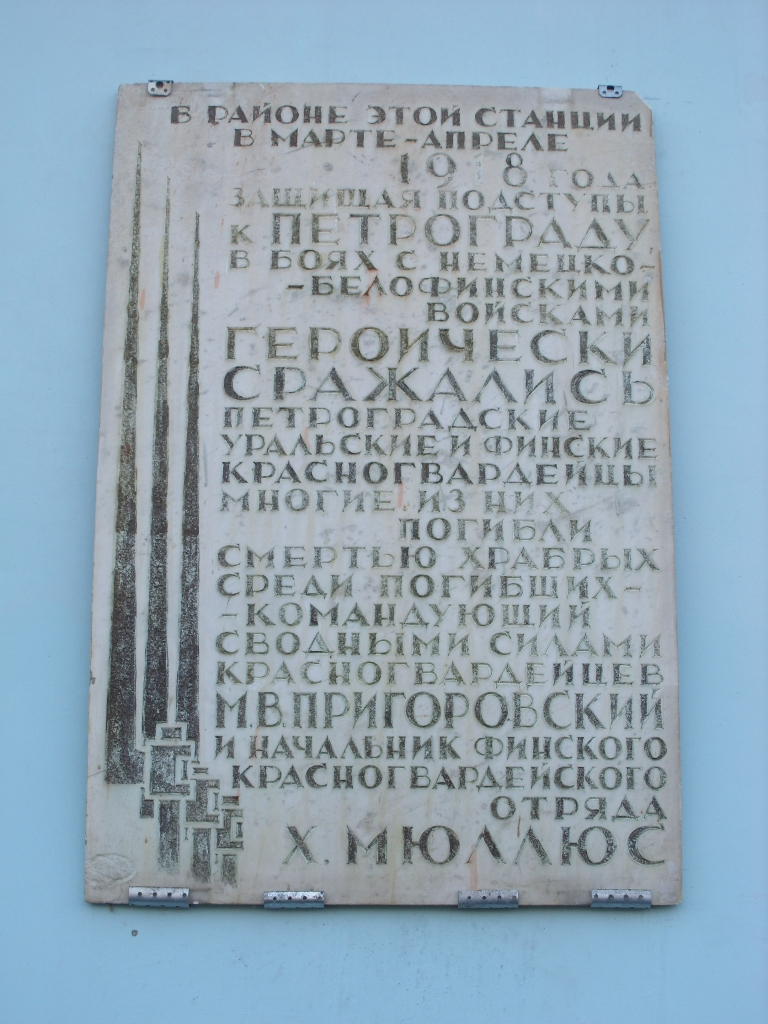
Мемориальная доска на вокзале станции Сосново